# The Execution of All Things
The Execution of All Things è il secondo album in studio del gruppo musicale statunitense Rilo Kiley, pubblicato nel 2002.

## Tracce
1. The Good That Won't Come Out – 4:31
2. Paint's Peeling – 3:20
3. The Execution of All Things – 4:13
4. So Long – 5:27
5. Capturing Moods – 3:35
6. A Better Son/Daughter – 4:39
7. Hail to Whatever You Found in the Sunlight That Surrounds You – 3:20
8. My Slumbering Heart – 5:36
9. Three Hopeful Thoughts – 2:50
10. With Arms Outstretched – 3:43
11. Spectacular Views – 6:20
12. And That's How I Choose to Remember It - 0:04

## Formazione
- Jenny Lewis – voce, tastiera, chitarra
- Blake Sennett – chitarra, tastiera, voce
- Pierre de Reeder – basso, chitarra, cori
- Jason Boesel – batteria, percussioni